# Herradura (ort)
Herradura är en ort i Argentina.   Den ligger i provinsen Formosa, i den nordöstra delen av landet, 900 km norr om huvudstaden Buenos Aires. Herradura ligger 64 meter över havet och antalet invånare är 2 333.
Terrängen runt Herradura är mycket platt. Runt Herradura är det mycket glesbefolkat, med 5 invånare per kvadratkilometer..
Trakten runt Herradura består huvudsakligen av våtmarker.